# Emanuel von Spens-Booden
Emanuel von Spens-Booden, uváděn též jako Emanuel Spens z Boodenu (18. listopadu 1831 Těšín – 30. září 1926 Ropice), byl rakouský šlechtic a politik ze Slezska, za Rakouska-Uherska v závěru 19. a počátkem 20. století poslanec Říšské rady.

## Biografie
Pocházel ze šlechtické rodiny Spensů z Boodenu původem ze Skotska. Jeho bratr Alois von Spens-Booden byl politikem a předlitavským ministrem. Emanuel se 20. prosince 1859 oženil s Marií Gabrielou Höpfling von Bergendorf. Měli několik dcer. Při absenci mužského potomka adoptoval syna své sestry Hermanna von Kuenburga (Kuenburg-Spens).
Studoval práva. V 50. letech 19. století působil ve státní správě na různých místech na Moravě, od roku 1852 jako praktikant u krajského úřadu v Olomouci, od roku 1854 coby aktuár u okresního úřadu v Novém Městě na Moravě, od roku 1856 ve Znojmě. Roku 1859 se stal krajským komisařem u krajského úřadu v Olomouci. Po zrušení této instituce byl krajským komisařem u místodržitelství v Brně. 1863 ze státní služby odešel. Od roku 1862 byl majitelem statku a zámku v Ropici (pobýval ale převážně ve Vídni, ropický zámek využíval jako letní sídlo, trvale se sem přestěhoval až ve stáří).
Byl aktivní veřejně i politicky. Od roku 1866 zasedal coby poslanec Slezského zemského sněmu. Sem byl zvolen za velkostatkářskou kurii a na sněmu setrval až do roku 1911. Od února 1867 byl zvolen náhradníkem zemského výboru.
V 70. letech 19. století se zapojil i do celostátní politiky. Ve volbách do Říšské rady roku 1873 získal mandát za velkostatkářskou kurii ve Slezsku. Mandát obhájil i ve volbách do Říšské rady roku 1879, volbách do Říšské rady roku 1885, volbách do Říšské rady roku 1891, volbách do Říšské rady roku 1897 a volbách do Říšské rady roku 1901.
Na sněmu i v Říšské radě patřil k proněmecké, centralistické Straně ústavověrného velkostatku. Na Říšské radě se v říjnu 1879 uvádí jako člen staroněmeckého Klubu liberálů (Club der Liberalen). Od roku 1881 byl členem klubu Sjednocené levice, do kterého se spojilo několik ústavověrných (liberálně a centralisticky orientovaných) politických proudů. Za tento klub uspěl i ve volbách roku 1885. Po rozpadu Sjednocené levice přešel do frakce Německorakouský klub. V roce 1890 se uvádí jako poslanec obnoveného klubu německých liberálů, nyní oficiálně nazývaného Sjednocená německá levice. I ve volbách roku 1891 byl na Říšskou radu zvolen za klub Sjednocené německé levice.
Zastával četné hospodářské posty. Od roku 1880 byl správním radou Košicko-bohumínské dráhy, v roce 1890 se stal i správním radou Severní dráhy císaře Ferdinanda. V roce 1899 nastoupil do funkce spolurady c.k. Rakousko-slezské zemědělsko-lesnické společnosti pro výrobu piva a pro lihovarnictví, za kterou zasedal v komisi pro zdanění piva a alkoholických nápojů. V roce 1902 usedl do přípravné komise pro projekt potravinářské a nápojové výstavy, která se pak konala roku 1904. Roku 1882 mu byl udělen Leopoldův řád za práci v komisi pro reformu pozemkové daně. Roku 1898 také získal Řád Františka Josefa.